# Jüdischer Friedhof Mödling

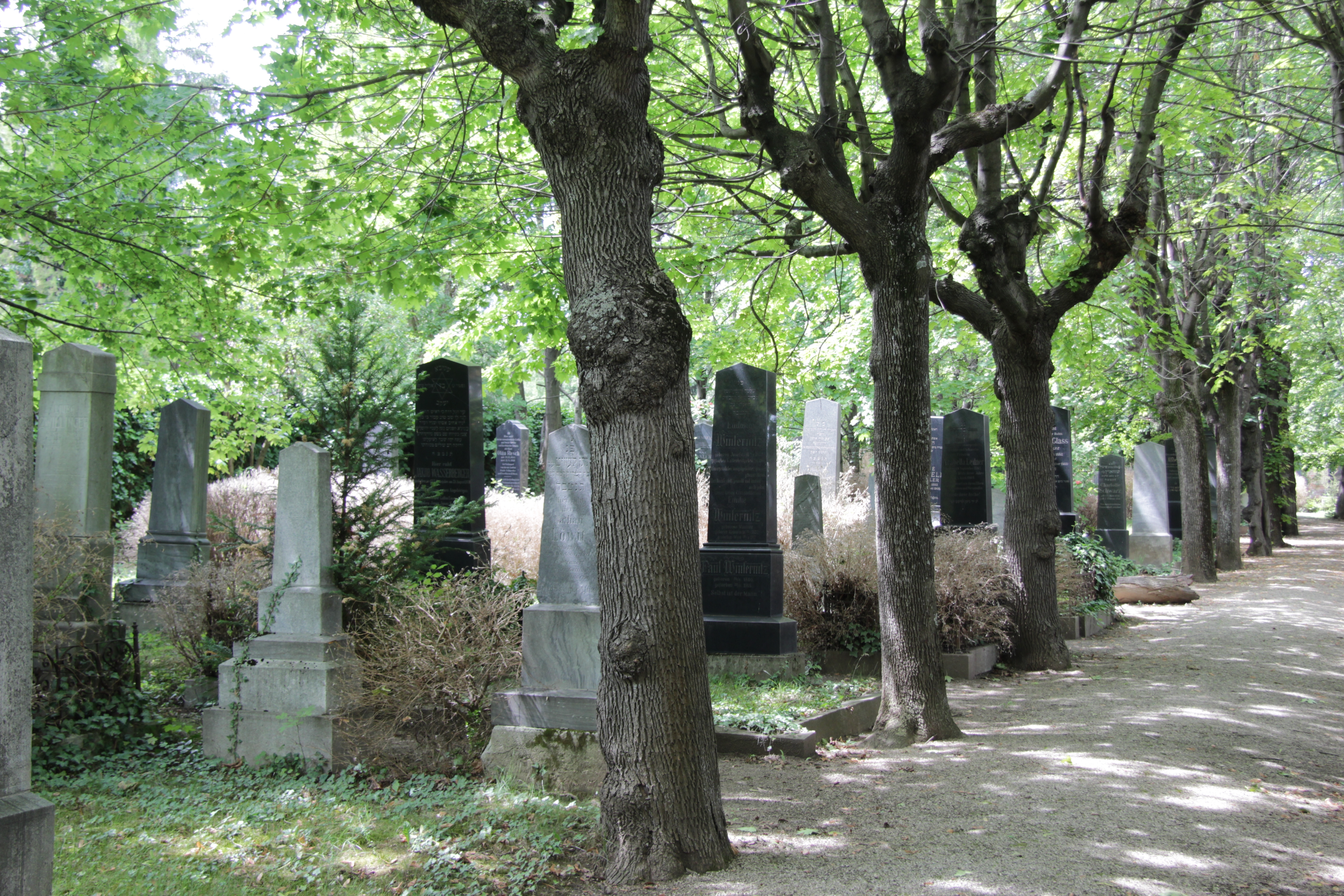
Jüdischer Friedhof in Mödling (2012)

Der Jüdische Friedhof Mödling befindet sich in der Stadtgemeinde Mödling im Bezirk Mödling in Niederösterreich. Der etwa 3200 m² große jüdische Friedhof liegt an der nördlich verlaufenden L 2087 („Guntramsdorfer Straße“). Er ist durch eine Gitterumzäunung vom Gesamtfriedhof abgetrennt. Die Pflege des Friedhofes erfolgt durch die Stadtgemeinde Mödling.

## Geschichte
Im Jahr 1876 fand das erste Begräbnis auf dem Friedhof statt. Bis 1938 wurden dort 373 Verstorbene begraben. Im Jahr 1995 wurde der Friedhof durch den Verein „Schalom“ instand gesetzt.